# Лиса Гормли
Лиса Гормли (енгл. Lisa Gormley; 29. септембар 1984) је аустралијанска глумица британског порекла, најпознатија по улози Бјанке Скот у серији Home and Away, на Каналу 7. Дипломирала је на НИДА институту (Национални институт драмске уметности) у Аустралији.

## Биографија
Лиса Гормли је рођена у Бредфорду, у Западном Јоркширу, Велика Британија. Када је имала три година, преселила се у Аустралију, где је једно време провела у насељу Бароса Вели, а од своје дванаесте године на фарми од 5 хектара у Тасманији. 
Као мала, Гормли је почела да се бави глумом, глумећи у једном омладинском позоришту, а прву улогу је имала у мјузиклу Оливер!. У почетку, глумом се бавила првенствено јер јој се допало што је била једино дете у групи, окружена са одраслима. 
Лиса је похађала Вудбриџ Дистрикт средњу школу у периоду од 1997. до 2000. године, а након тога колеџ Росни у Хобарту до 2002. године. Глумила је куртизану у школској годишњој представи A Funny Thing Happened on the Way to the Forum.
Након завршеног колеџа,отпутовала је у Уједињено Краљевство где је радила као стјуардеса за авио-компанију Квантас.
По повратку у Аустралију, примљена је на институт НИДА, где се бавила техничком продукцијом, подучавањем, режијом и глумом. Дипломирала је крајем 2009. године. У марту 2010. године добила је понуду за улогу Бјанке Скот, сестре Ејприл Скот (Ријанон Фиш) у серији Home and Away (Кући и у гостима). Исту је напустила 2014. године, након 372 снимљене епизоде.
Лиса Гормли се такође појавила у филмовима „Редитељ“ (The Filmmaker - 2010), „Пре кише“ (Before the Rain - 2010) и „Магичне речи“ (Magic Words - 2013).